# Фрайс, Эжен
Эже́н Фрайс (фр. Eugène Fraysse; 1881 — ?) — французский футболист, серебряный призёр летних Олимпийских игр 1900.
На Играх 1900 в Париже Фрайс входил в состав французской команды. Его сборная, проиграв Великобритании, но выиграв у Бельгии, заняла второе место и получила серебряные медали.